# ORP 브위스카비차

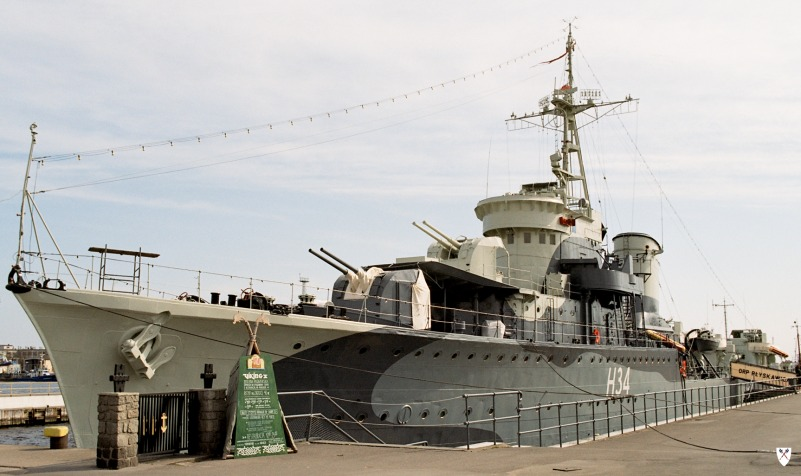
ORP 브위스카비차

ORP 브위스카비차(폴란드어: ORP Błyskawica)은 제2차 세계 대전 중 폴란드 해군에서 복무한 그롬급 구축함이다. 폴란드의 최고 군사 훈장인 비르투티 밀리타리를 받은 유일한 폴란드 해군 함선이며, 2012년에는 프로 메모리아 메달을 받았다. 브위스카비차는 그디니아에 박물관 선박으로 보존되어 있으며 세계에서 가장 오래 보존된 구축함이다. 다르 포모자 옆에 보존되어 있다.